# Мелик-Шахназаров, Александр Михайлович
Мелик-Шахназаров Александр Михайлович (1920, Баку — 1986, Москва) — крупный советский учёный, педагог, доктор технических наук, лауреат Государственных премий СССР и АзССР, заслуженный деятель науки и техники, почетный нефтяник, профессор.

## Основные даты жизни и трудовой деятельности
- 1943—1945 — Инженер ГРЭС (Баку)
- 1948—1950 — старший научный сотрудник Института стройсооружений (Азербайджан);
- 1950—1970 — старший научный сотрудник, доцент, зав. кафедрой Азербайджанского института нефти и химии
- 1971—1986 — зав. кафедрой электроники и информационно-измерительной техники Московского института нефтехимической и газовой промышленности им. И. М. Губкина

## Научно-производственные и общественные достижения
Автор около 100 изобретений, более 250 научных работ, включая 16 книг и монографий, в том числе:
- «Приборы и средства автоматического контроля в нефтяной и газовой промышленности» (1964);
- «Автокомпенсационные приборы экстремального типа» (1969);
- «Измерительные информационные системы в нефтяной промышленности» (1981),
- «Цифровые измерительные системы корреляционного типа» (1985);
- «Измерительные приборы со встроенными микропроцессорами» (1985).

Общественные достижения
- Участник международных конференций и симпозиумов в ГДР, Польше, Венгрии, Швеции, ФРГ, Германии;
- член методических комиссий Минвуза СССР; председатель секции информационно-измерительных систем НТС Минприбора СССР;
- заместитель председателя Научного Совета АН СССР;
- руководитель секции Научно-методического совета института.

## Ученые степени и звания
- кандидат технических наук (1948)
- доктор технических наук (1960)
- профессор (1961).

## Награды
- Лауреат Государственной премии СССР — за работы по автоматизации нефтяных промыслов (1969)
- Лауреат Государственной премии АзССР — за комплекс исследований в области создания автоматических компенсационных устройств переменного тока (1973)
- Заслуженный деятель науки и техники АзССР (1971)
- Лауреат премии имени академика И. М. Губкина — за работы в области ядерно-магнитных методов для геофизических скважин (1979)
- Награждён орденом «Знак Почета», медалью «За трудовое отличие»
- Его имя присвоено стипендии студентам РГУ нефти и газа им. И. М. Губкина (1995)